# Discografie van Toto

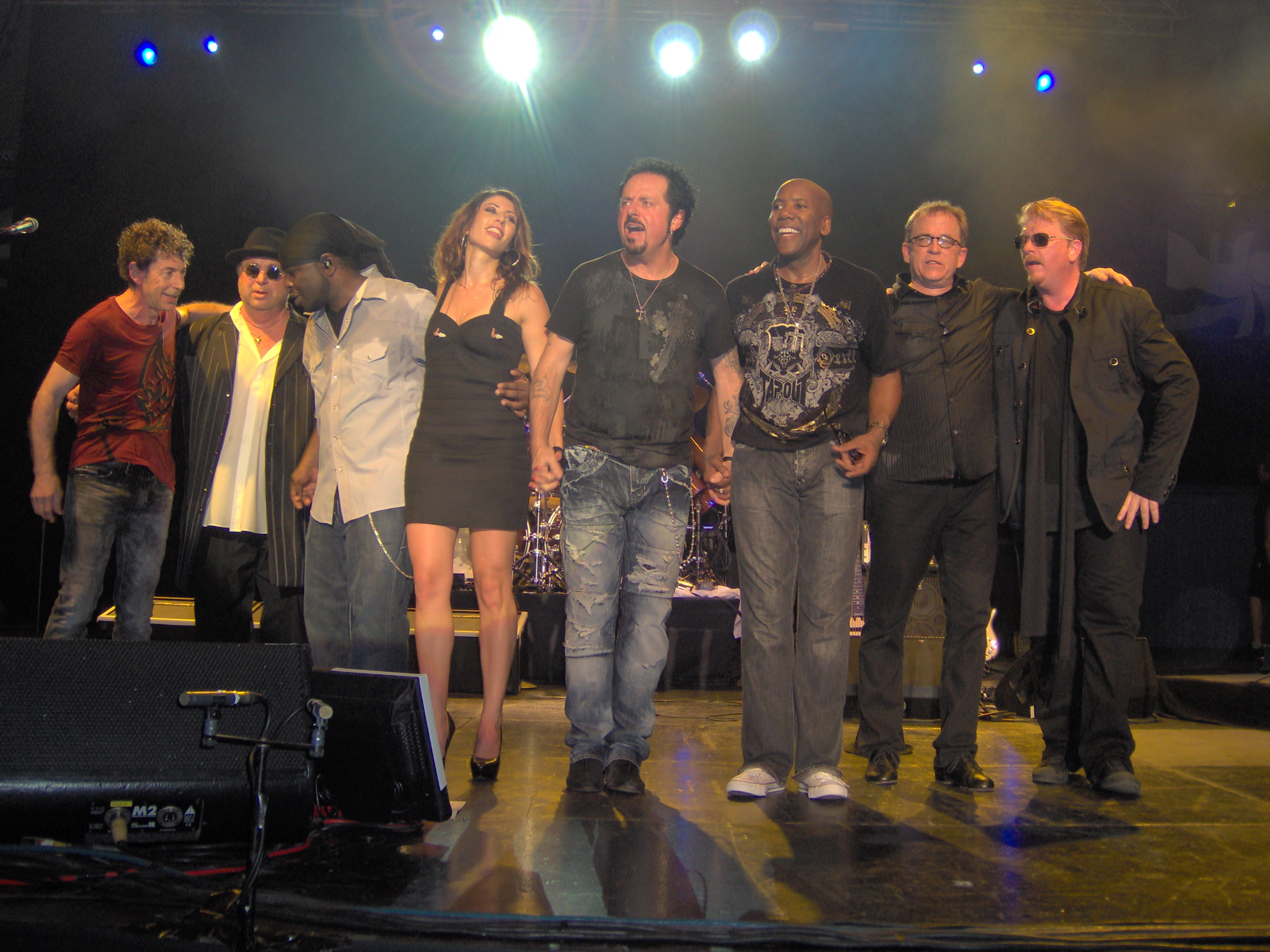
Toto in Kopenhagen, 2010

Dit is de discografie van Toto, een uit Los Angeles afkomstige band, opgericht in 1976. De band heeft een rijk oeuvre met onder andere 14 studioalbums, vele live- en compilatiealbums en vele hits, waaronder vier top-10-hits in de Nederlandse Top 40.
De band tekende een contract bij Columbia Records en bracht in 1978 haar eerste album genaamd Toto uit, geproduceerd door de bandleden zelf. Leden zoals David Paich en Jeff Porcaro waren al gerenommeerde studiomuzikanten en werkten onder andere samen met Steely Dan en Boz Scaggs, tot ze in 1976 hun eigen band hadden opgericht. Bassist David Hungate, de broer van Jeff Steve Porcaro en schoolvriend Steve Lukather voegden zich ook bij de band. De uit Louisiana afkomstige zanger Bobby Kimball was de laatste die de band compleet maakte. Er zouden door de jaren heen nog vele wisselingen volgen.

## Albums

### Studioalbums
| Jaar | album                                                                                                  |
| ---- | --- |
| 1977 | Toto - Uitgave: 15 oktober 1977 - Platenmaatschappij: Columbia Records - Formaten: lp (1977)           |
| 1979 | Hydra - Uitgave: oktober 1979 - Platenmaatschappij: Columbia Records - Formaten:                       |
| 1981 | Turn Back - Uitgave: januari 1981 - Platenmaatschappij: Columbia Records - Formaten:                   |
| 1982 | Toto IV - Uitgave: 8 april 1982 - Platenmaatschappij: Columbia Records - Formaten:                     |
| 1984 | Isolation - Uitgave: november 1984 - Platenmaatschappij: Columbia Records - Formaten:                  |
| 1986 | Fahrenheit - Uitgave: augustus 1986 - Platenmaatschappij: Columbia Records - Formaten:                 |
| 1988 | The Seventh One - Uitgave: 1 maart 1988 - Platenmaatschappij: Columbia Records - Formaten:             |
| 1992 | Kingdom of Desire - Uitgave: 7 september 1992 - Platenmaatschappij: Sony BMG - Formaten:               |
| 1995 | Tambu - Uitgave: mei 1995 - Platenmaatschappij: Sony BMG - Formaten:                                   |
| 1998 | Toto XX - Uitgave: 1 april 1998 - Platenmaatschappij: Sony Legacy - Formaten:                          |
| 1999 | Mindfields - Uitgave: 16 maart 1999 - Platenmaatschappij: Sony BMG - Formaten:                         |
| 2002 | Through the Looking Glass - Uitgave: 21 oktober 2002 - Platenmaatschappij: Capitol Records - Formaten: |
| 2006 | Falling in Between - Uitgave: 14 februari 2006 - Platenmaatschappij: Frontiers Records - Formaten:     |
| 2015 | Toto XIV - Uitgave: 20 maart 2015 - Platenmaatschappij: Frontiers Records - Formaten:                  |
| 2018 | Old Is New - Uitgave: 30 november 2018 - Platenmaatschappij: Columbia Records - Formaten:              |

| Album met eventuele hitnotering(en) in de Nederlandse Album Top 100 | Datum van verschijnen | Datum van binnenkomst | Hoogste positie | Aantal weken | Opmerkingen   |
| ------------------------------------------------------------------- | --------------------- | --------------------- | --------------- | ------------ | ------------- |
| Toto                                                                | 10-10-1978            | 27-01-1979            | 25              | 8            |               |
| Hydra                                                               | 01-10-1979            | -                     |                 |              |               |
| Turn Back                                                           | 01-01-1981            | -                     |                 |              |               |
| Toto IV                                                             | 08-04-1982            | 24-04-1982            | 1(1wk)          | 31           |               |
| Isolation                                                           | 18-10-1984            | 24-11-1984            | 25              | 2            |               |
| Fahrenheit                                                          | 25-08-1986            | 06-09-1986            | 19              | 9            |               |
| The Seventh One                                                     | 08-02-1988            | 20-02-1988            | 1(5wk)          | 57           |               |
| Past to Present 1977-1990                                           | 18-06-1990            | 30-06-1990            | 1(9wk)          | 92           | Verzamelalbum |
| Kingdom of Desire                                                   | 07-09-1992            | 19-09-1992            | 5               | 13           |               |
| Absolutely Live                                                     | 24-09-1993            | 16-10-1993            | 23              | 8            | Livealbum     |
| Best Ballads                                                        | 18-01-1995            | 18-02-1995            | 19              | 13           | Verzamelalbum |
| Tambu                                                               | 29-09-1995            | 14-10-1995            | 9               | 12           |               |
| Toto XX: 1977-1997                                                  | 01-04-1998            | 06-06-1998            | 44              | 5            |               |
| Mindfields                                                          | 16-03-1999            | 06-03-1999            | 23              | 11           |               |
| Livefields                                                          | 27-09-1999            | 09-10-1999            | 39              | 5            | Livealbum     |
| Through the Looking Glass                                           | 21-10-2002            | 26-10-2002            | 40              | 3            |               |
| Greatest Hits and More                                              | 16-12-2002            | 16-11-2002            | 67              | 5            |               |
| 25th Anniversary - Live in Amsterdam                                | 07-10-2003            | 04-10-2003            | 66              | 4            |               |
| Falling In Between                                                  | 25-01-2006            | 18-02-2006            | 10              | 7            |               |
| Falling in Between Live                                             | 17-08-2007            | 03-11-2007            | 88              | 1            |               |
| 35th Anniversary - Live in Poland                                   | 29-04-2014            | 03-05-2014            | 31              | 1            |               |
| Toto XIV                                                            | 18-03-2015            | 28-03-2015            | 2               | 13           |               |
| 40 Trips Around the Sun                                             | 09-02-2018            | 17-02-2018            | 13              | 2            |               |
| 40 Tours Around the Sun                                             | 24-05-2019            | 30-03-2019            | 11              | 1            |               |
| All in 1978 - 2018                                                  | 25-05-2019            | 01-06-2019            | 91              | 1            |               |
| With a Little Help from My Friends                                  | 25-06-2021            | 03-07-2021            | 3               | 1            |               |

| Album met hitnotering(en) in de Vlaamse Ultratop 200 albums | Datum van verschijnen | Datum van binnenkomst | Hoogste positie | Aantal weken | Opmerkingen |
| ----------------------------------------------------------- | --------------------- | --------------------- | --------------- | ------------ | ----------- |
| Tambu                                                       | 29-09-1995            | 04-11-1995            | 50              | 1            |             |
| Mindfields                                                  | 16-03-1999            | 13-03-1999            | 42              | 3            |             |
| Falling In Between                                          | 25-01-2006            | 25-02-2006            | 65              | 3            |             |
| 35th Anniversary - Live in Poland                           | 29-04-2014            | 10-05-2014            | 151             | 1            |             |
| Toto XIV                                                    | 18-03-2015            | 28-03-2015            | 28              | 9            |             |
| 40 Trips Around the Sun                                     | 09-02-2018            | 17-02-2018            | 20              | 7            |             |
| 40 Tours Around the Sun                                     | 24-05-2019            | 30-03-2019            | 41              | 3            |             |
| With a Little Help from My Friends                          | 25-06-2021            | 03-07-2021            | 80              | 2            |             |
| Their Ultimate Collection                                   | 24-01-2020            | 17-12-2022            | 159             | 2            |             |

## Singles
| Single met eventuele hitnotering(en) in de Nederlandse Top 40 | Datum van verschijnen | Datum van binnenkomst | Hoogste positie | Aantal weken | Opmerkingen                                           |
| ------------------------------------------------------------- | --------------------- | --------------------- | --------------- | ------------ | ----------------------------------------------------- |
| Hold the Line                                                 | 1978                  | 13-01-1979            | 25              | 6            | Nr. 19 in de Nationale Hitparade                      |
| I'll Supply the Love                                          | 1979                  | 17-03-1979            | tip14           | -            |                                                       |
| 99                                                            | 1980                  | 10-05-1980            | tip12           | -            |                                                       |
| Rosanna                                                       | 1982                  | 24-04-1982            | 3               | 9            | Nr. 6 in de Nationale Hitparade / Alarmschijf         |
| Africa                                                        | 1982                  | 17-07-1982            | 2               | 10           | Nr. 4 in de Nationale Hitparade                       |
| I'll Be Over You                                              | 1986                  | 25-10-1986            | 31              | 3            | Nr. 38 in de Nationale Hitparade                      |
| Without Your Love                                             | 1987                  | 14-02-1987            | tip12           | -            | Nr. 64 in de Nationale Hitparade                      |
| Stop Loving You                                               | 1988                  | 19-03-1988            | 2               | 14           | Nr. 2 in de Nationale Hitparade Top 100               |
| Pamela                                                        | 1988                  | 25-06-1988            | 9               | 9            | Nr. 8 in de Nationale Hitparade Top 100 / Alarmschijf |
| Mushanga                                                      | 1988                  | 15-10-1988            | 19              | 6            | Nr. 16 in de Nationale Hitparade Top 100              |
| Love Has the Power                                            | 1990                  | 28-07-1990            | 22              | 4            | Nr. 22 in de Nationale Top 100                        |
| Out of Love                                                   | 1990                  | 29-09-1990            | 26              | 6            | Nr. 17 in de Nationale Top 100                        |
| Can You Hear What I'm Saying?                                 | 1991                  | 27-04-1991            | tip3            | -            | Nr. 44 in de Nationale Top 100                        |
| Don't Chain My Heart                                          | 1992                  | 29-08-1992            | 15              | 6            | Nr. 12 in de Nationale Top 100                        |
| I Will Remember                                               | 1995                  | 30-09-1995            | tip4            | -            | Nr. 41 in de Mega Top 50                              |
| Melanie                                                       | 1999                  | 24-04-1999            | tip20           | -            | Nr. 64 in de Mega Top 100                             |
| Bottom Of Your Soul                                           | 2006                  | -                     |                 |              | Nr. 32 in de Single Top 100                           |

| Single met hitnotering(en) in de Vlaamse Ultratop 50 | Datum van verschijnen | Datum van binnenkomst | Hoogste positie | Aantal weken | Opmerkingen                 |
| ---------------------------------------------------- | --------------------- | --------------------- | --------------- | ------------ | --------------------------- |
| Hold the Line                                        | 1979                  | -                     |                 |              | Nr. 22 in de Radio 2 Top 30 |
| Rosanna                                              | 1982                  | 08-05-1982            | 20              | 5            |                             |
| Africa                                               | 1982                  | 07-08-1982            | 7               | 10           |                             |
| Stop Loving You                                      | 1988                  | 02-04-1988            | 2               | 12           |                             |
| Pamela                                               | 1988                  | 02-07-1988            | 10              | 9            |                             |
| Mushanga                                             | 1988                  | 22-10-1988            | 27              | 4            |                             |
| Alone                                                | 2017                  | 02-12-2017            | tip             | -            |                             |
| Spanish Sea                                          | 2018                  | 20-01-2018            | tip             | -            |                             |

### NPO Radio 2 Top 2000
| Nummers met noteringen in de NPO Radio 2 Top 2000 | '99 | '00 | '01 | '02  | '03  | '04  | '05  | '06  | '07  | '08  | '09  | '10  | '11  | '12  | '13  | '14  | '15  | '16  | '17  | '18  | '19  | '20  | '21  | '22  | '23  | '24  |
| ------------------------------------------------- | --- | --- | --- | ---- | ---- | ---- | ---- | ---- | ---- | ---- | ---- | ---- | ---- | ---- | ---- | ---- | ---- | ---- | ---- | ---- | ---- | ---- | ---- | ---- | ---- | ---- |
| 99                                                | -   | -   | -   | -    | -    | -    | -    | 1954 | -    | -    | -    | -    | -    | 1888 | -    | -    | -    | -    | -    | -    | -    | -    | -    | -    | -    | -    |
| Africa                                            | 34  | 49  | 33  | 39   | 52   | 63   | 70   | 75   | 110  | 66   | 100  | 97   | 87   | 62   | 28   | 51   | 42   | 30   | 25   | 8    | 11   | 14   | 23   | 17   | 21   | 24   |
| Hold the Line                                     | 431 | 338 | 331 | 578  | 381  | 471  | 530  | 554  | 629  | 515  | 589  | 666  | 653  | 479  | 447  | 452  | 459  | 420  | 440  | 303  | 314  | 328  | 354  | 301  | 329  | 263  |
| Home of the Brave                                 | -   | -   | -   | -    | -    | -    | -    | -    | -    | -    | -    | -    | -    | -    | -    | -    | -    | -    | -    | -    | -    | -    | -    | 1623 | 1635 | 1624 |
| I'll Be Over You                                  | -   | 921 | 526 | 893  | 875  | 1191 | 1238 | 1191 | 1419 | 1149 | 1692 | 1315 | 1523 | 1391 | 1266 | 1225 | 1409 | 1500 | 1662 | 1817 | 1517 | 1697 | 1725 | 1779 | 1891 | 1848 |
| Mushanga                                          | -   | -   | -   | -    | -    | -    | -    | -    | 1523 | -    | 1439 | -    | 1445 | 1292 | 1131 | 1111 | 1364 | 1462 | 1401 | 1527 | 1337 | 1303 | 1223 | 1055 | 1216 | 1117 |
| Pamela                                            | -   | 801 | 588 | 1426 | 1116 | 1121 | 1320 | 1541 | 1647 | 1358 | 1603 | 1572 | 1463 | 1378 | 1179 | 1422 | 1351 | 1419 | 1508 | 1288 | 1134 | 1231 | 1230 | 1172 | 1240 | 1079 |
| Rosanna                                           | 476 | 492 | 336 | 424  | 444  | 501  | 484  | 550  | 682  | 528  | 807  | 818  | 779  | 851  | 695  | 794  | 787  | 779  | 790  | 511  | 526  | 571  | 589  | 522  | 618  | 623  |
| Stop Loving You                                   | 362 | 263 | 203 | 306  | 281  | 459  | 493  | 537  | 595  | 455  | 614  | 565  | 667  | 615  | 487  | 500  | 548  | 466  | 513  | 387  | 408  | 389  | 380  | 352  | 408  | 444  |

1. ↑  Een '-' betekent dat het nummer niet was genoteerd en een vetgedrukt getal geeft de hoogste notering van een nummer aan.

## Dvd's
| Dvd's met hitnoteringen in de Nederlandse DVD Music Top 30 | Datum van verschijnen | Datum van binnenkomst | Hoogste positie | Aantal weken | Opmerkingen |
| ---------------------------------------------------------- | --------------------- | --------------------- | --------------- | ------------ | ----------- |
| Greatest Hits Live ... and More                            | 2002                  | 16-11-2002            | 3               | 10           |             |
| 25th Anniversary - Live in Amsterdam                       | 2003                  | 04-10-2003            | 3               | 9            |             |
| Falling in Between Live                                    | 2008                  | 01-03-2008            | 3               | 26           |             |
| 35th Anniversary - Live in Poland                          | 2014                  | 03-05-2014            | 1(2wk)          | 79           |             |
| Live at Montreux 1991                                      | 2016                  | 24-09-2016            | 4               | 9            |             |
| 40 Tours Around the Sun                                    | 2019                  | 30-03-2019            | 2               | 1            |             |